# Sant Bartomeu del Mallol
Sant Bartomeu del Mallol és una església de la Vall d'en Bas (Garrotxa) protegida com a bé cultural d'interès local.

## Descripció
És una església d'una nau amb absis pla cobert amb una petita volta de canó amb llunetes. La façana principal és de pedra vista amb una porta allindada i una petita rosassa. En un cantó es troba el campanar; a la base té la planta quadrada però a la meitat, i separat per una motllura, les cantonades estan esbiaixades. Les campanes estan ubicades dins d'arc de mig punt i està coronat per una petita cúpula.

## Història
L'església actual, dedicada a Sant Bartomeu, està ubicada en el mateix lloc que ocupava l'antiga capella de Sant Just, construïda fora del recinte del castell després dels terratrèmols de 1427. Formava part d’un monestir ja desaparegut. Consta com a parròquia des de l’any 1060. L’any 1108 va ser cedida per Ermessenda, vescomtessa de Bas i el Bisbe de Girona Bernat Humbert.